# Breakthrough Initiatives
The Breakthrough Initiatives — основанная в 2015 году Юрием Мильнером и его супругой Юлией программа научных и технологических исследований проблемы жизни во Вселенной, в частности, вопросов об уникальности разумной жизни на Земле, обитаемости миров в Млечном Пути и межзвёздных перелетах. Задачами являются исследование Вселенной, поиск научных свидетельств внеземной жизни, а также глобальная научная дискуссия на эти темы.
О запуске проекта было объявлено 20 июля 2015 года (в 46-ю годовщину полёта «Аполлона» на Луну) на заседании Лондонского Королевского общества. Идейный вдохновитель проекта — Стивен Хокинг; также участвуют такие известные деятели, как:
- Фрэнк Дрейк — основатель SETI, автор послания Аресибо и знаменитого уравнения, названного его именем, профессор в Калифорнийском Университете в Санта-Крузе;
- Мартин Джон Рис — космолог и астрофизик, президент Лондонского Королевского общества, преподаватель в Тринити-колледже;
- Джеффри Марси — профессор астрономии Калифорнийского университета в Беркли, рекордсмен по числу открытых экзопланет (в октябре 2015 года покинул проект и университет[3]);
- Пит Уорден[англ.] — астрофизик, бывший директор Исследовательского центра Эймса;
- Энн Друян — писатель, сценарист и продюсер, последняя супруга Карла Сагана;
- Дэн Вертимер[англ.] — руководитель программ поиска внеземной жизни SETI@home и SERENDIP;
- Эндрю Симион[англ.] — астробиолог, руководитель исследовательского центра SETI.

В рамках программы объявлены инициативы:
- Breakthrough Listen — программа астрономических наблюдений в поисках свидетельств разумной жизни за пределами Земли. Планируется полный обзор 1 млн ближайших звёзд в плоскости и центре нашей Галактики, а также 100 ближайших галактиках в поисках искусственных сигналов в радио- и оптическом диапазонах. Все данные должны быть открыты для всеобщего доступа. Стоимость программы — 100 млн долларов.
- Breakthrough Message[англ.] — конкурс на лучшее послание, представляющее Землю, жизнь и человечество гипотетической внеземной цивилизации. Главный приз — 1 млн долларов. Цель — инициировать глобальную открытую дискуссию на тему этической стороны предмета.
- Breakthrough Starshot — программа исследований и разработок, направленная на доказательство концепции новой технологии космического полёта ультралёгкой непилотируемой конструкции со скоростью 20 % скорости света и заложение основы пролётной миссии к системе Альфы Центавра в течение жизни одного поколения. Стоимость программы — 100 млн долларов.